# Bulwa (botanika)

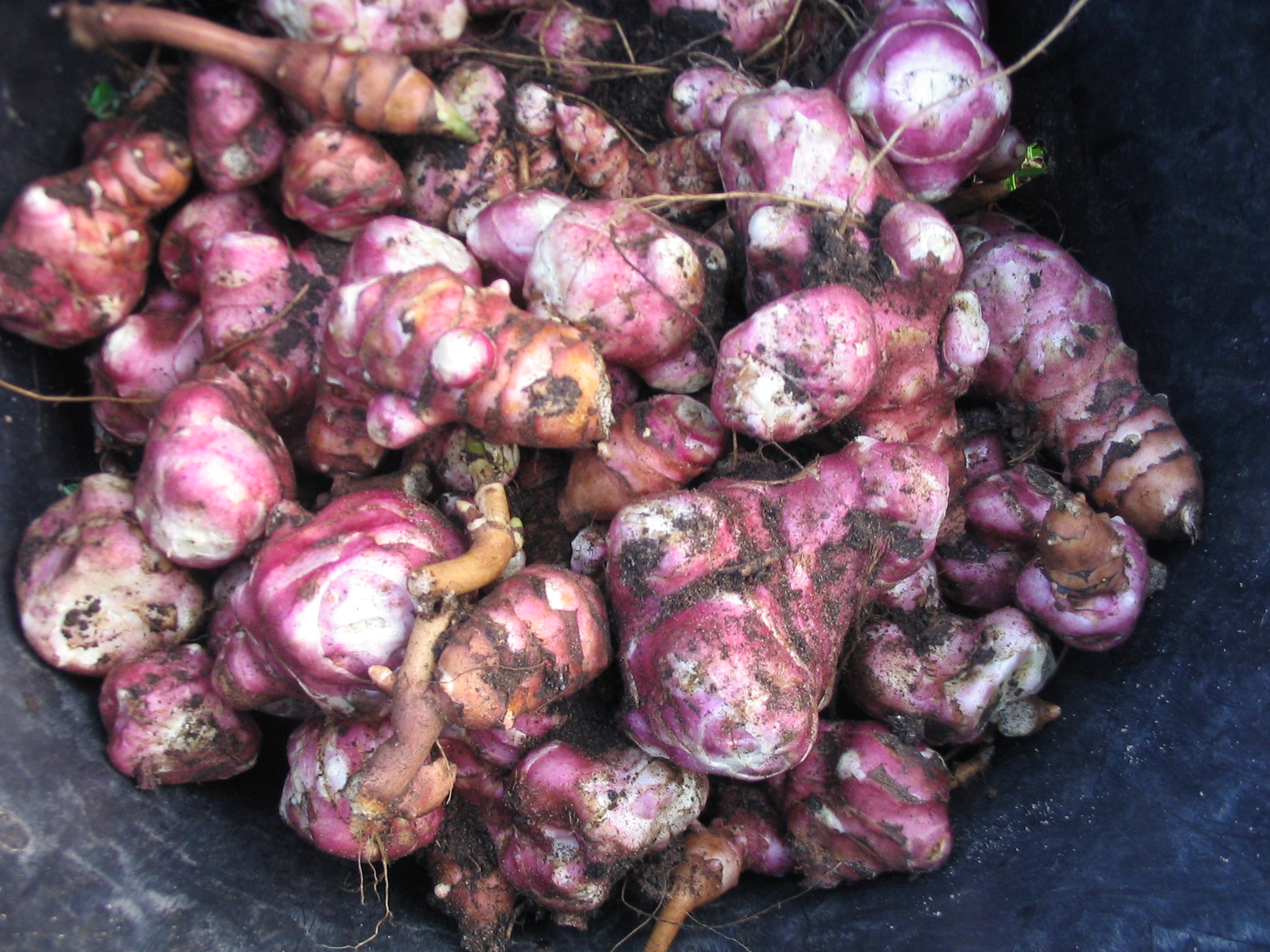
Podziemne bulwy pędowe topinamburu

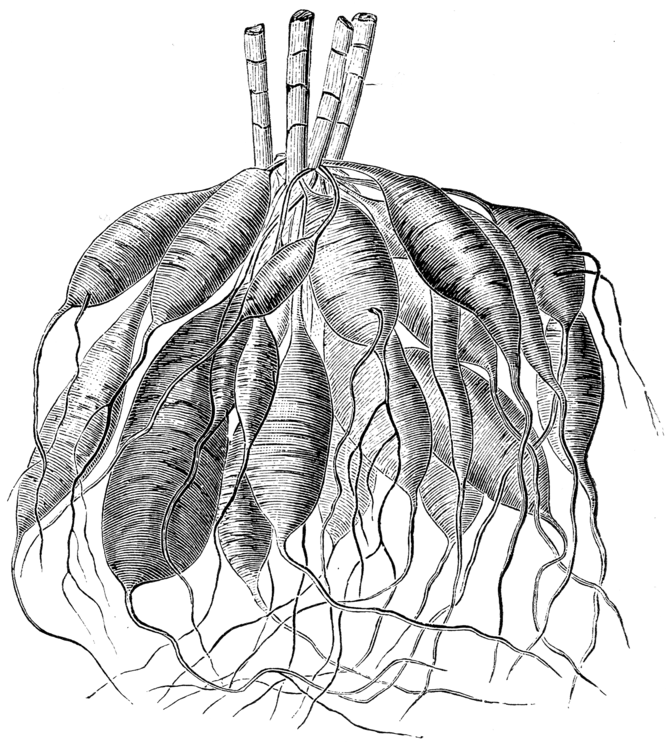
Bulwy korzeniowe dalii

Bulwa – zgrubiała część korzenia lub pędu, pełniąca w roślinie funkcję spichrzową, przetrwalnikową i rozmnażania wegetatywnego. W bulwach gromadzone są substancje zapasowe, głównie białka i cukry – często skrobia. U niektórych roślin bulwa może magazynować wodę. Bulwy zbudowane są głównie z tkanki miękiszowej. Dzięki przetrwalnikowej funkcji bulw byliny mogą po okresie niesprzyjającym wegetacji (np. zimie lub suszy) odtworzyć się z zawiązków pędów znajdujących się w bulwie, mimo że pęd nadziemny tych roślin obumarł.
W zależności od organu, z jakiego powstaje, wyróżnia się dwa zasadnicze rodzaje bulw:
Bulwy korzeniowe, korzenie bulwiastePowstają z przekształconych korzeni, gromadzących materiały zapasowe dla rośliny na okres spoczynku. Przykłady roślin o korzeniach bulwiastych: dalia, pustynnik, kliwia, jaskier, alstremeria, maniok jadalny, batat.
Bulwy pędoweRozwijają się z pędu i, podobnie jak w powyższym przypadku, zwykle także są podziemne, rzadziej nadziemne. Jako fragmenty pędu charakteryzują się jego znacznym skróceniem i zgrubieniem. Liście na spichrzowym odcinku pędu zwykle ulegają całkowitemu uwstecznieniu (inaczej niż w przypadku bulwocebuli). W odróżnieniu od cebuli bulwy są poza tym jednoroczne – w okresie wzrostu zapasy wyczerpują się, a bulwa się kurczy. Równocześnie jednak tworzone są nowe bulwy. Bulwy pędowe powstają zwykle z podziemnych pędów (rozłogów, często zwanych stolonami) (np. u ziemniaka), z dolnej, zwykle hipokotylowej części pędu (np. u rzodkiewki), czasem z części nadliścieniowej (np. u kalarepy).
U niektórych roślin z rodzaju burak i selery, też u brukwi, bulwy mają pochodzenie mieszane – powstają częściowo z górnej części korzenia i dolnej części pędu.
Ze względu na dużą zawartość substancji odżywczych bulwy stanowią cenne źródło pożywienia dla zwierząt i człowieka. Do roślin bulwiastych należą warzywa rzepowate i korzeniowe, częściowo także kapustne i psiankowate.